# 囊担菌属
囊担菌属（学名：Phlyctibasidium）是伞菌纲下的一个属。其目和科的地位未定。

## 下属物种
本属包括以下物种：
- 多孔囊担菌 Phlyctibasidium polyporoideum (Berk. & M.A.Curtis) Jülich